# Torneo de Bucarest 2013
El BRD Năstase Țiriac Trophy de 2013 es un torneo de tenis jugado en tierra batida al aire libre y se celebró en Bucarest, Rumania, del 21 al 28 de abril de 2013. Es la 21.ª edición del BRD Nastase Tiriac Trophy torneo, y es parte del ATP World Tour 250 series del 2013.

## Cabeza de serie

### Individual
| Tenista          | Ranking | Preclasificada |
| Janko Tipsarević | 10      | 1              |
| Gilles Simon     | 13      | 2              |
| Andreas Seppi    | 18      | 3              |
| Mijaíl Yuzhny    | 27      | 4              |
| Florian Mayer    | 30      | 5              |
| Fabio Fognini    | 32      | 6              |
| Horacio Zeballos | 40      | 7              |
| Viktor Troicki   | 45      | 8              |

### Dobles
| Tenista                        | Ranking | Preclasificado |
| Max Mirnyi Horia Tecău         | 18      | 1              |
| Julian Knowle Filip Polášek    | 57      | 2              |
| Santiago González Scott Lipsky | 63      | 3              |
| Eric Butorac Paul Hanley       | 78      | 4              |

## Campeones

### Individual
Lukáš Rosol venció a  Guillermo García-López por 6–3, 6–2

### Dobles
Max Mirnyi /  Horia Tecău vencieron a  Lukáš Dlouhý /  Oliver Marach por 4-6, 6-4, [10-6]